# (10027) Perozzi
(10027) Perozzi (1981 FL) – planetoida z pasa głównego asteroid okrążająca Słońce w ciągu 3,65 lat w średniej odległości 2,37 j.a. Odkryta 30 marca 1981 roku.